# سوزان ألت
سوزان ألت (بالهولندية: Susanne Alt)‏ هي عازفة الجاز وملحنة هولندية، ولدت في 15 أبريل 1978 في فورتسبورغ في ألمانيا.

## وصلات خارجية
- الموقع الرسمي
- سوزان ألت على موقع ميوزك برينز (الإنجليزية)
- سوزان ألت على موقع أول ميوزيك (الإنجليزية)
- سوزان ألت على موقع ديسكوغز (الإنجليزية)